# 矢野聖
矢野 聖（やの さとる、1995年12月8日 - ）は、日本の舞台俳優。演劇集団キャラメルボックス所属。神奈川県出身。身長173cm。

## 略歴
横浜創学館高等学校卒業後、日本工学院専門学校芸術専門課程声優俳優科を経て演劇集団キャラメルボックス俳優教室第14期生となり、2017年演劇集団キャラメルボックスに入団。

## 出演

### 舞台
- 『夏への扉』（2018）
- 『エンジェルボール』（2018年）
- 『ナツヤスミ語辞典』（2019年、モモヤマ） - 島野知也とダブルキャスト
- 『水平線の歩き方』(2022年、進太郎)
- 『クロノス』（2022年、足柄） - 田中のぶととダブルキャスト

### 客演
- 『おおきく振りかぶって 夏の大会編』（2018年、ナッポスユナイテッッド）
- 『ヒトミ』（2019年、WHO’S TERRACE PRODUCE）
- 『高野聖と夜長姫』（2019年、キャンディプロジェクト）
- 『死に顔ピース』（2019年、ワンツーワークス）
- 『次郎長、渡世人辞めるってよ』（2019年、神田時来組）
- 『不思議の国のドグラマグラ』（2020年、キャンディプロジェクト）
- 『色んな優しいがあっていいと思うんだ』(2020年、劇団みつどもえ)
- 『ジレンマジレンマ』（2021年、ワンツーワークス）
- 『容疑者Xの献身』（2021年、ナッポスユナイテッド）
- 『ハックルベリーにさよならを』（2021年、キャラメルボックス俳優教室実践科2期中間公演）